# جاورزو
جاورزو (به ایتالیایی: Jacurso) یک کومونه در ایتالیا است که در استان کاتانزارو واقع شده‌است.

## خصوصیات
جاورزو ۲۱ کیلومترمربع مساحت و ۶۳۸ نفر جمعیت دارد و ۴۴۱ متر بالاتر از سطح دریا واقع شده‌است.